# Mira si yo te querré
Mira si yo te querré es una novela del escritor español Luis Leante ganadora del Premio Alfaguara 2007.

## Sinopsis
La novela narra a destiempos la historia de Montse y Santiago. Montse es una doctora en un hospital de Barcelona y Santiago es un soldado de la Legión Española en el Sahara.
Montse y Santiago se conocen siendo jóvenes en Barcelona, Montse se queda embarazada y Santiago se enrola en la Legión, esto los separa haciendo cada quien su vida. Tiempo después Montse se entera de que Santiago murió. Por mucho tiempo Montse cree que Santiago está muerto pero atendiendo a una mujer árabe en el hospital encuentra una fotografía de Santiago dándose cuenta de que Santiago no ha muerto y Montse emprende un viaje al Sahara para buscar a Santiago.